# Tolaga Bay
Tolaga Bay (maor. Uawa) – miejscowość w Nowej Zelandii. Położone we wschodniej części Wyspy Północnej, w regionie Gisborne, 777 mieszkańców. (dane szacunkowe – styczeń 2012).